# Јуинг (Кентаки)
Јуинг (енгл. Ewing) град је у америчкој савезној држави Кентаки.

## Демографија
По попису из 2010. године број становника је 264, што је 14 (-5,0%) становника мање него 2000. године.
| Група             | 2000.        | 2010.       |
| Белци             | 278 (100,0%) | 261 (98,9%) |
| Афроамериканци    | 0 (0,0%)     | 0 (0,0%)    |
| Азијати           | 0 (0,0%)     | 1 (0,4%)    |
| Хиспаноамериканци | 0 (0,0%)     | 1 (0,4%)    |
| Укупно            | 278          | 264         |